# Drums & Tuba
Drums and Tuba son un grupo de rock alternativo conformado en Austin, Texas. Sus sonidos fusionan la música electrónica, el rock progresivo, el jazz y ocasionalmente música industrial. El grupo se inicia como un grupo como un duo con Brian Wolff, Ben Delaunay y Tony Nozero presentándose las noches de los fines de semana en la sexta avenida del centro de Austin. Forman parte de la discográfica Righteous Babe.

## Discografía
- Box Fetish (1997)
- Flying Ballerina (1998)
- Flatheads & Spoonies (1999)
- Vinyl Killer (2001)
- Mostly Ape (2002)
- Live: Hoboken, NJ 5/14/2004 (2004)
- Battles Ole (2005)

## Formación musical
- Tambores - Tony Nozero
- Tuba - Brian Wolff
- Guitarra - Neal McKeeby